# Бальковица-Доня
Бальковица-Доня (серб. Баљковица Доња) — населённый пункт (деревня) в общине Зворник, который принадлежит энтитету Республике Сербской, Босния и Герцеговина. По результатам югославской переписи населения 1991 года в Бальковице Донье проживало 342 человека.

## Население
В населении деревни преобладают сербы, других национальностей незначительное количество.
| 1961                           | 1971 | 1981 | 1991 | - | - | - |
| ------------------------------ | ---- | ---- | ---- | - | - | - |
| 186                            | 224  | 257  | 342  | - | - | - |
| Гистограмма динамики населения |      |      |      |   |   |   |

### Национальный состав населения
на 1991 год:
- сербы — 289 человек (84,50 %)
- хорваты — 1 человек (0,29 %)
- мусульмане — 50 человек (14,62 %)
- югославы — 0 человек (0,00 %)
- другие и неизвестно — 2 человека (0,58 %).